# Remigia inferna
Remigia inferna là một loài bướm đêm trong họ Erebidae.